# Danh sách đô thị tại Valladolid
Đây là danh sách các đô thị ở tỉnh Valladolid ở cộng đồng tự trị Castile-Leon, Tây Ban Nha.
| Tên                             | Dân số (2002) |
| ------------------------------- | ------------- |
| Adalia                          | 82            |
| Aguasal                         | 28            |
| Aguilar de Campos               | 362           |
| Alaejos                         | 1539          |
| Alcazarén                       | 691           |
| Aldea de San Miguel             | 219           |
| Aldeamayor de San Martín        | 1582          |
| Almenara de Adaja               | 40            |
| Amusquillo                      | 168           |
| Arroyo de la Encomienda         | 4494          |
| Ataquines                       | 850           |
| Bahabón                         | 195           |
| Barcial de la Loma              | 154           |
| Barruelo del Valle              | 75            |
| Becilla de Valderaduey          | 393           |
| Benafarces                      | 104           |
| Bercero                         | 267           |
| Berceruelo                      | 43            |
| Berrueces                       | 113           |
| Bobadilla del Campo             | 395           |
| Bocigas                         | 133           |
| Bocos de Duero                  | 80            |
| Boecillo                        | 1884          |
| Bolaños de Campos               | 380           |
| Brahojos de Medina              | 169           |
| Bustillo de Chaves              | 88            |
| Cabezón de Pisuerga             | 1936          |
| Cabezón de Valderaduey          | 50            |
| Cabreros del Monte              | 88            |
| Campaspero                      | 1427          |
| El Campillo                     | 248           |
| Camporredondo                   | 202           |
| Canalejas de Peñafiel           | 289           |
| Canillas de Esgueva             | 129           |
| Carpio                          | 1152          |
| Casasola de Arión               | 339           |
| Castrejón de Trabancos          | 252           |
| Castrillo de Duero              | 189           |
| Castrillo-Tejeriego             | 243           |
| Castrobol                       | 81            |
| Castrodeza                      | 238           |
| Castromembibre                  | 84            |
| Castromonte                     | 420           |
| Castronuevo de Esgueva          | 332           |
| Castronuño                      | 1056          |
| Castroponce                     | 178           |
| Castroverde de Cerrato          | 266           |
| Ceinos de Campos                | 268           |
| Cervillego de la Cruz           | 146           |
| Cigales                         | 3166          |
| Ciguñuela                       | 368           |
| Cistérniga                      | 4378          |
| Cogeces de Íscar                | 151           |
| Cogeces del Monte               | 907           |
| Corcos                          | 248           |
| Corrales de Duero               | 129           |
| Cubillas de Santa Marta         | 289           |
| Cuenca de Campos                | 276           |
| Curiel de Duero                 | 114           |
| Encinas de Esgueva              | 350           |
| Esguevillas de Esgueva          | 386           |
| Fombellida                      | 260           |
| Fompedraza                      | 145           |
| Fontihoyuelo                    | 39            |
| Fresno el Viejo                 | 1229          |
| Fuensaldaña                     | 1074          |
| Fuente el Sol                   | 285           |
| Fuente-Olmedo                   | 60            |
| Gallegos de Hornija             | 149           |
| Gatón de Campos                 | 41            |
| Geria                           | 495           |
| Herrín de Campos                | 202           |
| Hornillos de Eresma             | 183           |
| Íscar                           | 6320          |
| Laguna de Duero                 | 19258         |
| Langayo                         | 433           |
| Llano de Olmedo                 | 89            |
| Lomoviejo                       | 252           |
| Manzanillo                      | 54            |
| Marzales                        | 73            |
| Matapozuelos                    | 988           |
| Matilla de los Caños            | 111           |
| Mayorga                         | 1730          |
| Medina de Rioseco               | 4864          |
| Medina del Campo                | 20102         |
| Megeces                         | 473           |
| Melgar de Abajo                 | 175           |
| Melgar de Arriba                | 306           |
| Mojados                         | 2737          |
| Monasterio de Vega              | 108           |
| Montealegre de Campos           | 156           |
| Montemayor de Pililla           | 1036          |
| Moral de la Reina               | 223           |
| Moraleja de las Panaderas       | 33            |
| Morales de Campos               | 195           |
| Mota del Marqués                | 455           |
| Mucientes                       | 624           |
| La Mudarra                      | 252           |
| Muriel                          | 215           |
| Nava del Rey                    | 2198          |
| Nueva Villa de las Torres       | 418           |
| Olivares de Duero               | 323           |
| Olmedo                          | 3340          |
| Olmos de Esgueva                | 202           |
| Olmos de Peñafiel               | 87            |
| Palazuelo de Vedija             | 260           |
| La Parrilla                     | 635           |
| La Pedraja de Portillo          | 1106          |
| Pedrajas de San Esteban         | 3239          |
| Pedrosa del Rey                 | 237           |
| Peñafiel                        | 5225          |
| Peñaflor de Hornija             | 440           |
| Pesquera de Duero               | 562           |
| Piña de Esgueva                 | 387           |
| Piñel de Abajo                  | 212           |
| Piñel de Arriba                 | 145           |
| Pollos                          | 785           |
| Portillo                        | 2536          |
| Pozal de Gallinas               | 498           |
| Pozaldez                        | 512           |
| Pozuelo de la Orden             | 73            |
| Puras                           | 64            |
| Quintanilla de Arriba           | 220           |
| Quintanilla de Onésimo          | 1123          |
| Quintanilla de Trigueros        | 117           |
| Quintanilla del Molar           | 84            |
| Rábano                          | 258           |
| Ramiro                          | 74            |
| Renedo de Esgueva               | 1201          |
| Roales de Campos                | 254           |
| Robladillo                      | 104           |
| Roturas                         | 31            |
| Rubí de Bracamonte              | 314           |
| Rueda                           | 1434          |
| Saelices de Mayorga             | 196           |
| Salvador de Zapardiel           | 190           |
| San Cebrián de Mazote           | 204           |
| San Llorente                    | 197           |
| San Martín de Valvení           | 104           |
| San Miguel del Arroyo           | 790           |
| San Miguel del Pino             | 232           |
| San Pablo de la Moraleja        | 175           |
| San Pedro de Latarce            | 638           |
| San Pelayo                      | 43            |
| San Román de Hornija            | 426           |
| San Salvador                    | 44            |
| San Vicente del Palacio         | 237           |
| Santa Eufemia del Arroyo        | 131           |
| Santervás de Campos             | 159           |
| Santibáñez de Valcorba          | 205           |
| Santovenia de Pisuerga          | 2557          |
| Sardón de Duero                 | 661           |
| La Seca                         | 1047          |
| Serrada                         | 1079          |
| Siete Iglesias de Trabancos     | 591           |
| Simancas                        | 4009          |
| Tamariz de Campos               | 109           |
| Tiedra                          | 403           |
| Tordehumos                      | 528           |
| Tordesillas                     | 8067          |
| Torre de Esgueva                | 101           |
| Torre de Peñafiel               | 48            |
| Torrecilla de la Abadesa        | 355           |
| Torrecilla de la Orden          | 352           |
| Torrecilla de la Torre          | 36            |
| Torrelobatónd                   | 572           |
| Torrescárcela                   | 168           |
| Traspinedo                      | 863           |
| Trigueros del Valle             | 311           |
| Tudela de Duero                 | 6762          |
| La Unión de Campos              | 326           |
| Urones de Castroponce           | 151           |
| Urueña                          | 225           |
| Valbuena de Duero               | 522           |
| Valdearcos de la Vega           | 128           |
| Valdenebro de los Valles        | 229           |
| Valdestillas                    | 1584          |
| Valdunquillo                    | 223           |
| Valladolid                      | 318576        |
| Valoria la Buena                | 643           |
| Valverde de Campos              | 116           |
| Vega de Ruiponce                | 124           |
| Vega de Valdetronco             | 170           |
| Velascálvaro                    | 190           |
| Velilla                         | 150           |
| Velliza                         | 171           |
| Ventosa de la Cuesta            | 150           |
| Viana de Cega                   | 1628          |
| Villabáñez                      | 478           |
| Villabaruz de Campos            | 41            |
| Villabrágima                    | 1174          |
| Villacarralón                   | 103           |
| Villacid de Campos              | 113           |
| Villaco                         | 124           |
| Villafrades de Campos           | 106           |
| Villafranca de Duero            | 352           |
| Villafrechós                    | 516           |
| Villafuerte                     | 143           |
| Villagarcía de Campos           | 426           |
| Villagómez la Nueva             | 90            |
| Villalán de Campos              | 55            |
| Villalar de los Comuneros       | 486           |
| Villalba de la Loma             | 46            |
| Villalba de los Alcores         | 566           |
| Villalbarba                     | 162           |
| Villalón de Campos              | 2008          |
| Villamuriel de Campos           | 83            |
| Villán de Tordesillas           | 180           |
| Villanubla                      | 1129          |
| Villanueva de Duero             | 1027          |
| Villanueva de la Condesa        | 40            |
| Villanueva de los Caballeros    | 255           |
| Villanueva de los Infantes      | 141           |
| Villanueva de San Mancio        | 102           |
| Villardefrades                  | 240           |
| Villarmentero de Esgueva        | 123           |
| Villasexmir                     | 120           |
| Villavaquerín                   | 207           |
| Villavellid                     | 68            |
| Villaverde de Medina            | 576           |
| Villavicencio de los Caballeros | 321           |
| Viloria                         | 382           |
| Wamba                           | 375           |
| Zaratán                         | 1727          |
| La Zarza                        | 151           |